# Альтарелли, Гвидо
Гвидо Альтарелли (итал. Guido Altarelli; 12 июля 1941, Рим, Италия — 30 сентября 2015, Женева, Швейцария) — итальянский физик-теоретик, работавший в области теоретической физики элементарных частиц.

## Биография
Гвидо Альтарелли родился 12 июля 1941 года в Риме. В 1963 году он окончил физический факультет Римского университета Ла Сапиенца.
После этого Альтарелли занимался научными исследованиями по физике во Флорентийском университете, где в 1965 году он защитил диссертацию. Его научным руководителем был Рауль Гатто. Альтарелли продолжал работать во Флорентийском университете до 1968 года.
Затем Альтарелли несколько лет работал в США: в 1968—1969 годах — в Нью-Йоркском университете, а в 1969—1970 годах — в Рокфеллеровском университете.
В 1970 году Гвидо Альтарелли возвратился в Италию, где он получил должность в Римском университете Ла Сапиенца, а в 1980 году он стал профессором теоретической физики того же университета, проработав там до 1992 года. В 1992 году он перешёл на должность профессора в создаваемый в то время новый Третий Римский университет (итал. Roma Tre).
С 1987 по 2006 год Гвидо Альтарелли также работал научным сотрудником теоретического отдела ЦЕРНа, а в 2000—2004 годах возглавлял этот отдел. Он также был членом консультативных комитетов ЦЕРНа, DESY и ряда других организаций и институтов, а также иностранным членом Польской академии наук.

## Научные результаты
Основные научные результаты Гвидо Альтарелли связаны с исследованием калибровочных теорий взаимодействия элементарных частиц, в частности, с развитием пертурбативной квантовой хромодинамики (КХД).
Гвидо Альтарелли — один из авторов уравнения ДГЛАП (Докшицера — Грибова — Липатова — Альтарелли — Паризи), описывающего эволюцию партонных распределений в жёстких адронных реакциях в рамках квантовой хромодинамики. Изначально эквивалентное уравнение было представлено в работе Владимира Грибова и Льва Липатова, вышедшей в 1972 году, но оно стало широко известно только после выхода работы Гвидо Альтарелли и Джорджо Паризи, а также отдельной статьи Юрия Докшицера, появившихся в 1977 году.
В совместной с Лучано Майани работе 1974 года Альтарелли объяснил некоторые особенности слабых нелептонных распадов элементарных частиц необходимостью учёта КХД-поправок, связанных с глюонным обменом.

## Награды и премии
- Премия Юлиуса Весса (2011) — «за работу над теоретическими концепциями квантовой теории поля и изучение её связи с экспериментом и, в частности, за исследование влияния суперсимметричных моделей на физические результаты при высоких энергиях»[5]
- Премия Сакураи (2012) — «за ключевые идеи, ведущие к детальному подтверждению стандартной модели в физике частиц, позволяющие получать в экспериментах при высоких энергиях точную информацию о квантовой хромодинамике, электрослабых взаимодействиях, и возможных новых физических явлениях»[2]
- Премия в области физики частиц и физики высоких энергий (2015) — «за развитие вероятностного теоретико-полевого подхода к динамике кварков и глюонов, дающего возможность количественного описания столкновений при высоких энергиях с участием адронов»[6]

## Некоторые публикации
- G. Altarelli, L. Maiani. Octet enhancement of non-leptonic weak interactions in asymptotically free gauge theories, Physics Letters, 1974, v. B52, No. 3, p. 351—354.
- G. Altarelli, G. Parisi. Asymptotic freedom in parton language, Nuclear Physics, 1977, v. B126, No. 2, p. 298—318.
- G. Altarelli, R. K. Ellis, G. Martinelli. Large perturbative corrections to the Drell-Yan process in QCD, Nuclear Physics, 1979, v. B157, No. 3, p. 461—497.
- G. Altarelli. Partons in quantum chromodynamics, Physics Reports, 1982, v. 81, No. 1, p. 1—129.
- G. Altarelli. The development of perturbative QCD, World Scientific, Singapore, 1994, 362 pages, ISBN 978-981-02-1702-0.